# Boda Imre
Boda Imre (Szolnok, 1961. október 10. –) válogatott labdarúgó, középcsatár, görög bajnoki gólkirály.

## Pályafutása

### Klubcsapatban
1973-ban kezdte a labdarúgást az MTK-ban. 1980-ban mutatkozott az első csapatban, ahol 1987-ig 190 bajnoki mérkőzésen szerepelt és 58 gólt szerzett. 1988 és 1993 között Görögországban játszott az Olimbiakósz Vólosz és az ÓFI csapatában. Az 1988–89-es idényben a bajnokság gólkirály lett 20 góllal. 1993-ban hazatért és a BVSC színeiben szerepelt.

### A válogatottban
1986 és 1989 között nyolc alkalommal szerepelt a válogatottban és három gólt szerzett. Egyszeres olimpiai válogatott (1986).

## Sikerei, díjai
- Magyar bajnokság
  - bajnok: 1986–87
- Görög bajnokság
  - gólkirály: 1988–89 (20 gól)

## Statisztika

### Mérkőzései a válogatottban
| Magyarország | Magyarország       | Magyarország            | Magyarország | Magyarország | Magyarország  | Magyarország | Magyarország | Magyarország |
| #            | Dátum              | Helyszín                | Hazai        | Eredmény     | Vendég        | Kiírás       | Gólok        | Esemény      |
| ------------ | ------------------ | ----------------------- | ------------ | ------------ | ------------- | ------------ | ------------ | ------------ |
| 1.           | 1986. október 15.  | Budapest, Népstadion    | Magyarország | 0 – 1        | Hollandia     | Eb-selejtező | -            | 65'          |
| 2.           | 1986. november 12. | Athén, Olimpiai Stadion | Görögország  | 2 – 1        | Magyarország  | Eb-selejtező | 1            | 46' 73'      |
| 3.           | 1987. február 8.   | Limassol, Círio Stadion | Ciprus       | 0 – 1        | Magyarország  | Eb-selejtező | 1            | 50'          |
| 4.           | 1989. március 8.   | Budapest, Népstadion    | Magyarország | 0 – 0        | Írország      | vb-selejtező | -            | 78'          |
| 5.           | 1989. április 12.  | Budapest, Népstadion    | Magyarország | 1 – 1        | Málta         | vb-selejtező | 1            | 49'          |
| 6.           | 1989. június 4.    | Dublin, Landsdowne Road | Írország     | 2 – 0        | Magyarország  | vb-selejtező | -            |              |
| 7.           | 1989. október 11.  | Budapest, Népstadion    | Magyarország | 2 – 2        | Spanyolország | vb-selejtező | -            | 71'          |
| 8.           | 1989. október 25.  | Budapest, Népstadion    | Magyarország | 1 – 1        | Görögország   | barátságos   | -            | 77'          |
|              | Összesen           |                         |              | 8            | mérkőzés      |              | 3            | gól          |